# Bürgermeisterei Burscheid
Die Bürgermeisterei Burscheid war von 1815 bis 1819 eine Bürgermeisterei im Kreis Opladen der preußischen Provinz Jülich-Cleve-Berg und nach dessen Auflösung ab 1819 eine Bürgermeisterei im Kreis Solingen der preußischen Rheinprovinz (Regierungsbezirk Düsseldorf). Sie ging aus Teilen des mittelalterlichen bergischen Amtes Miselohe hervor, das 1806 unter den Franzosen aufgelöst wurde und in eigenständige Kantone und Mairies unterteilt wurde. Unter Preußen wurde die Mairie Burscheid in die Bürgermeisterei Burscheid umgewandelt. Das Gebiet der Bürgermeisterei ist heute Teil der bergischen Städte Burscheid und Leichlingen (Stadtteil Witzhelden).

## Hintergrund und Geschichte
Das Herzogtum Berg gehörte zuletzt aufgrund von Erbfällen zum Besitz Königs Maximilian I. Joseph von Bayern. Am 15. März 1806 trat er das Herzogtum an Napoleon Bonaparte im Tausch gegen das Fürstentum Ansbach ab. Dieser übereignete das Herzogtum an seinen Schwager Joachim Murat, der es am 24. April 1806 zusammen mit den rechtsrheinischen Grafschaften Mark, Dortmund, Limburg, dem nördlichen Teil des Fürstentums Münster und weiteren Territorien zu dem Großherzogtum Berg vereinte.
Bald nach der Übernahme begann die französische Verwaltung im Großherzogtum neue und moderne Verwaltungsstrukturen nach französischem Vorbild einzuführen. Bis zum 3. August 1806 ersetzte und vereinheitlichte diese Kommunalreform die alten bergischen Ämter und Herrschaften. Sie sah die Schaffung von Départements, Arrondissements, Kantone und Munizipalitäten (ab Ende 1808 Mairies genannt) vor und brach mit den alten Adelsvorrechten in der Kommunalverwaltung. Am 14. November 1808 war dieser Prozess nach einer Neuordnung der ersten Strukturierung von 1806 abgeschlossen, die altbergischen Honschaften blieben dabei häufig erhalten und wurden als Landgemeinden den jeweiligen Mairies eines Kantons zugeordnet. In dieser Zeit wurde die Munizipalität bzw. Maire Burscheid als Teil des Kanton Opladen im Arrondissement Düsseldorf geschaffen.
Ihr gehörten neben dem Kirchdörfern Burscheid und Witzhelden die altbergischen Honschaften Oberhonschaft, Mittelhonschaft, Unterhonschaft und Witzhelden (deckungsgleich mit dem Kirchspiel Witzhelden) an.
1813 zogen die Franzosen nach der Niederlage in der Völkerschlacht bei Leipzig aus dem Großherzogtum ab und es fiel ab Ende 1813 unter die provisorische Verwaltung durch Preußen im sogenannten Generalgouvernement Berg, die es 1815 durch die Beschlüsse des Wiener Kongreß endgültig zugesprochen bekamen. Mit Bildung der preußischen Provinz Jülich-Kleve-Berg 1816 wurden die vorhandenen Verwaltungsstrukturen im Großen und Ganzen zunächst beibehalten und unter Beibehaltung der französischen Grenzziehungen in preußische Landkreise, Bürgermeistereien und Gemeinden umgewandelt. Der Kanton Opladen wurde zum Kreis Opladen, die Maire Burscheid zur Bürgermeisterei Burscheid.
1819 erfolgte eine partielle Umgliederung im Regierungsbezirk Düsseldorf. Der Kreis Opladen wurde zum Am 30. April 1819 aufgelöst und die Gemeinden dem Kreis Solingen zugeordnet.
1815/16 lebten zusammen 5.158 Einwohner in der Bürgermeisterei. Laut der Statistik und Topographie des Regierungsbezirks Düsseldorf besaß die Bürgermeisterei 1832 eine Einwohnerzahl von gesamt 6.098, die sich in 365 katholische und 5.733 evangelische Gemeindemitglieder aufteilten. Die Wohnplätze der Bürgermeisterei umfassten zusammen zwei Kirchen, zwölf öffentliche Gebäude, 1080 Wohnhäuser, 43 Fabriken und Mühlen und 1483 landwirtschaftliche Gebäude. Zu den Wohnplätzen, Höfen und Ortschaften der Bürgermeisterei gehörten laut der Statistik (zeitgenössische Schreibweise)
- Kirchspiel Burscheid (4.204 Einwohner): Kirchdorf Burscheid, Büchel, Rötzinghofen, Maßiefen, Kuckenberg, Dierath, Hamberg (Groß- und Kleinhamberg), Hamberger Mühle, Bornheim, Irrlerhoff, Irrlermühle, Lämgesmühle, Kamberg, Neuhaus, Nagelsbaum, Immelsbach, Immelsbacher Mühle, Grünscheid, Grünscheider Mühle, Unterwietsche, Unterwietscher Mühle, Beckersheide, Oberwietsche, Dohm, Blasberg, Paffenlöh, Herkensiefen, Berringhausen, Clasmühle, Thielenöhl-Mühle, Thielenmühle, Kleinösinghausen, Großösinghausen, Keppekofen, Schneppendahl, Heide, Hürringhausen, Großbruch, Steinrütsche, Bruchermühle, Ley, Hinterweg, Kleinenbruch, Hilgen, Eschhausen, Lammerbusch, Dhünnweg, Kotten, Irrlen, Bellinghausen, Linde, Flügel, Kämpchen, Kretzheide, Liesendahl, Griesberg, Höhe, Böckershammer, Kaltenherberg, Löhe, Dorn, Hahnscheid, Maxhahn, Sträßgen, Höffgen, Engelrath, Eichenplätzchen, Langstraße, Straßerhof, Niederlandscheid, Oberlandscheid, Gehlenbach, Heddinghofen,  Lambertsmühle, Repinghofen, Niederrepinghofen und Kaemersheide.
- Kirchspiel/Honschaft Witzhelden (1.894 Einwohner): Kirchdorf Witzhelden, Feld, Altenbach, Bern, Brachhausen, Kuhle, Hölverscheid, Heiderhof, Neueheide, Hühscheid (Ober-, Mittel- und Unterhöscheid), Wersbacher Mühle, Wersbach, Windfoche, Eichen, Wiedenbach, Krabbenhäuschen, Krähwinkel (Ober- und Unterkrähwinkel), Sieferhof, Claasholz, Herscheid (Ober-, Mittel- und Unterherscheid), Orth, Wupperhof, Wolfstall, Rohderhoff, Glüder, Strohn, Strohnerhöhe, Scharweg, Flamerscheid, Bechhausen, Maye und Nüsenhöfen.

Aufgrund der Gemeindeordnung für die Rheinprovinz erhielt 1845 das Kirchspiel Witzhelden den Status einer Gemeinde, schied aus der Bürgermeisterei aus und bildete ab 1850 eine eigene Bürgermeisterei. Am 18. August 1856 erhielt Burscheid aufgrund der in jenem Jahr in Kraft getretenen neuen Rheinischen Städteordnung das Stadtrecht.
Das Gemeindelexikon für die Provinz Rheinland von 1888 gibt für die Stadt (und zugleich Bürgermeisterei) Burscheid eine Einwohnerzahl von 6.828 an (5.743 evangelischen, 1.079 katholischen, fünf sonstig christlichen und einer jüdischen Glaubens), die in 86 Wohnplätzen mit zusammen 1.104 Wohnhäuser und 1.461 Haushaltungen lebten. Die Fläche der Stadt und Bürgermeisterei (2.439 ha) unterteilte sich in 1.073 ha Ackerland, 154 ha Wiesen und 681 ha Wald.
Als Wohnplätze werden im Gemeindelexikon aufgelistet: Altenhilgen, Beckersheide, Bellinghausen, Berghamberg, Berringhausen, Blasberg, Böckershammer, Bornheim, Bruchermühle, Büchel, Burbach, Dierath, Dohm, Dorn, Dünweg, Eichenplätzchen, Engelrath, Eichhausen, Flügel, Geilenbach, Griesbach, Großbruch, Großhamberg, Großösinghausen, Grünscheid, Grünscheidermühle, Grunewald, Hahnerfeld, Hahnscheiderhof, Haus Handscheid, Heddinghofen, Heide, Heiligeneiche, Herkensiefen, Hilgen, Hinterweg, Höfchen, Höhe, Hürringhausen, Imelsbach, Irlen, Irlerhof, Irlermühle, Kämersheide, Kämpchen, Kaltenherberg, Kamberg, Kamp, Kippekoven, Claasmühle, Kleinbruch, Kleinösinghausen, Kotten, Kretzheide, Kuckenberg, Lämgesmühle, Lambertsmühle, Lamerbusch, Liesendahl, Linde, Löh, Luisenhöhe, Luisental, Lungstraße, Massiefen, Maxhahn, Nagelsbaum, Neuenhaus, Neuenhof, Niederrepinghofen, Oberlandscheid, Oberwietsche, Paffenlöh, Repinghofen, Rötzinghofen, Schneppendahl, Sträßchen, Straßerhof, Steinrütsche, Thielenmühle, Thielenölmühle, Unterwietsche und Ziegelfeld.